# Marta Yota
Marta Hirpato Yota (amharisch ማርታ ሂርፓቶ ዮታ, arabisch مارتا هيرباتو يوتا; * 12. Mai 1997) ist eine bahrainische Mittelstreckenläuferin äthiopischer Herkunft. 2016 wurde sie Hallenasienmeisterin im 800-Meter-Lauf.

## Sportliche Laufbahn
Erste internationale Erfahrungen sammelte Marta Yota bei den Arabischen Meisterschaften 2015 in Manama, bei denen sie in 2:08,19 min die Silbermedaille im 800-Meter-Lauf gewann. Im wurde sie bei den Militärweltspielen im südkoreanischen Mungyeong in 2:07,52 min Siebte. 2016 gewann sie bei den Hallenasienmeisterschaften in Doha in 2:04,59 min die Goldmedaille vor Nimali Liyanarachchi aus Sri Lanka. Anfang Mai siegte sie auch bei den Arabischen Juniorenmeisterschaften in Tlemcen und qualifizierte sich damit für die U20-Weltmeisterschaften in Bydgoszcz, bei denen sie in 2:06,04 min auf Rang fünf kam. Sie trat auch mit der bahrainischen 4-mal-400-Meter-Staffel an, wurde dort aber im Vorlauf disqualifiziert. Im Jahr darauf belegte sie bei den Islamic Solidarity Games in Baku in 2:04,30 min im Finale den fünften Platz.
2018 nahm sie erstmals an den Asienspielen in Jakarta teil und belegte dort in 2:08,12 min den siebten Platz. Im Jahr darauf gewann sie bei den Arabischen Meisterschaften in Kairo in 2:08,55 min die Bronzemedaille und wurde bei den anschließenden Asienmeisterschaften in Doha in 2:07,59 min Fünfte. Nach einer mehrjährigen Wettkampfpause siegte sie 2023 in 2:07,09 min sowie in 4:24,82 min über 800 und 1500 Meter bei den Westasienmeisterschaften in Doha. Anschließend siegte sie in 4:15,30 min über 1500 Meter bei den Panarabischen Spielen in Algier und sicherte sich über 800 Meter in 2:05,47 min die Silbermedaille hinter der Marokkanerin Assia Raziki. Im Oktober gewann sie bei den Asienspielen in Hangzhou in 4:15,96 min die Bronzemedaille über 1500 Meter hinter ihrer Landsfrau Winfred Mutile Yavi und Harmilan Bains aus Indien. Zudem belegte sie in 2:05,65 min den sechsten Platz über 800 Meter.

## Persönliche Bestleistungen
- 800 Meter: 2:04,30 min, 17. Mai 2017 in Baku
  - 800 Meter (Halle): 2:04,59 min, 21. Februar 2016 in Doha
- 1500 Meter: 4:15,30 min, 4. Juli 2023 in Algier